# Hosabettu, Mangalore
Hosabettu là một làng thuộc tehsil Mangalore, huyện Dakshin kannad, bang Karnataka, Ấn Độ.